# Nicolas Baïkov
Nicolas Baïkov (Kiev, 29 novembre 1872 - Brisbane, 6 mars 1958) est un officier de l'armée impériale russe, un explorateur, un naturaliste et un chasseur. Il parcourt la Mandchourie de 1902 à 1916.

## Biographie
Nicolas Baïkov était de famille noble, descendant de Fiodor Isakovich Baikov, que le tsar Alexis Ier Mikhaïlovitch avait envoyé à la tête de la première ambassade russe en Chine en 1654-1658 pour établir des relations diplomatiques et commerciales. La grand-mère de Nikolai Baikov, Maria Yegorovna, est la nièce de Chamil. Son père - Apollon Petrovich Baikov - avocat militaire, membre du tribunal militaire principal de Saint-Pétersbourg, a terminé sa carrière avec le grade de lieutenant général.
Baikov étudie à l'université de Kiev (Faculté de médecine), puis à l'université de Saint-Pétersbourg (Faculté d'histoire naturelle). Après la mort de son père, il poursuit ses études à l'école militaire de Tbilissi. Il commence son service militaire en 1892 dans le Caucase dans le 16e régiment d'infanterie de grenadiers mingrélien, commandé par le grand-duc Nicolas Mikhaïlovitch. Sur ses conseils, Baikov rencontre Gustav Radde, un célèbre voyageur et naturaliste. Durant ces années, le jeune officier manifeste un penchant pour les travaux de recherche. Avec l'autorisation du commandement, Baïkov compile la collection entomologique du grand-duc et formé des collections pour les musées de Bordjomi et de l'Académie des sciences.

### En Extrême-Orient
L'idée d'étudier la nature de l'Extrême-Orient est suggérée au jeune officier par l'académicien Dmitri Mendeleïev, qui lui a parlé de la construction du chemin de fer de l'Est chinois (CER). Nikolaï Prjevalski, un ami de son père, aurait également joué un rôle déterminant dans la vie du futur écrivain en lui présentant son livre Voyage dans la région de l'Oussouri.
En 1901, le lieutenant Baikov est transféré dans le district situé au delà de l'Amour dans le corps séparé des gardes-frontières. En 1910-1914, il commande une compagnie du Ve régiment de cette région, surnommé « tigre » pour le courage du commandant et des soldats dans la chasse aux prédateurs.
Les débuts littéraires de Baykov voient le jour avec le livre d'essais intitulé Dans les montagnes et les forêts de Mandchourie (1914) - résultat de ses années de service dans les gardes-frontières et de sa participation à des expéditions pour étudier cette région de l'Extrême-Orient. Baikov appellera la Mandchourie « la deuxième patrie ».
Baïkov demeure 14 ans en Mandchourie. Il y poursuit des travaux littéraires, de recherche et scientifiques. L'Académie des sciences de Saint-Pétersbourg décerne à l'officier le titre honorifique d'« employé correspondant ».

### Guerre et émigration
En 1914, le capitaine Baïkov participe à la Première Guerre mondiale. La compagnie « tigre » de Baïkov opéra sur le front sud-ouest de la Galice, Baïkov est blessé, reçoit l'ordre de Saint-Vladimir pour bravoure et finit à la guerre avec le grade de colonel. Pendant la guerre civile russe, il combat dans l'armée des volontaires aux côtés des gardes blancs. Il compare la Révolution d'Octobre à une catastrophe naturelle qui a détruit l'ordre naturel des choses. A Novorossiïsk, il tombe malade du typhus ; à sa sortie de l'hôpital en 1920, il quitte la Russie avec sa famille. De Constantinople il se rend en Egypte, un an plus tard il se retrouve au camp de Sidi Bishr, près d'Alexandrie, puis voyage en Afrique et en Inde.

### Retour en Mandchourie et dernières années de la vie
En septembre 1922, il retourna à Vladivostok, croyant aux rumeurs sur la restauration du pouvoir blanc, mais un mois plus tard, il émigra à nouveau en Mandchourie. Il y travaille comme gardien au chemin de fer de l'Est chinois. À partir de 1925, il vit à Harbin. Il est l'un des fondateurs de la Société pour l'étude de la Mandchourie. En 1925-1928, il correspond avec un autre voyageur, Vladimir Arseniev.
Il publie régulièrement dans les années 30 et ses livres sont édités notamment en Chine, en Angleterre, en France et au Japon. Pendant la Seconde Guerre mondiale, les autorités japonaises ont cherché à utiliser la popularité de Baïkov. En novembre 1942, il devient l'un des six écrivains qui représentent la littérature mandchoue au Congrès des écrivains de la « Grande Asie de l'Est » organisé à Tokyo. Avec l'arrivée de l'armée soviétique en Mandchourie en 1945, il est persécuté et manque d'être tué par le SMERSH. Ses livres sont retirés de toutes les bibliothèques et brûlés. Avec des difficultés extrêmes, la famille Baikov réussit à s'installer en Australie en décembre 1956, où il mourut d'athérosclérose.

## Ouvrages
- Mes chasses dans la taïga de Mandchourie, Herbin 1934. Traduction française : Paris, Payot 1938 (réédité sous le titre Dans les collines de Mandchourie, Payot poche, 2000).
- Le Grand Van, la vie d'un tigre de Mandchourie. 1936. Traduction française : Paris, Payot, 1938 puis 1952 (réédité sous le titre Des tigres et des hommes, Payot poche, 2002, édition établie et présentée par Michel Jan).
- Les bêtes sauvages de la Mandchourie. 1937. Traduction française : Paris, Payot, 1939.